# ねごと
ねごと（NEGOTO）は、日本の4人組ガールズバンド。所属事務所はソニー・ミュージックアーティスツ。所属レーベルはKi/oon Music。
2010年、ミニアルバム『Hello! “Z”』でメジャーデビュー。バンド名は、「3文字で覚えやすく、夢の中なら何を歌っても良いため、ジャンルにこだわらない4人の音楽が作れる」という理由からつけられた。
2019年7月20日をもって解散。

## メンバー
蒼山幸子（あおやま さちこ、1991年1月19日（34歳））
ボーカル・キーボード担当。千葉県出身。血液型AB型。
多くの楽曲で作詞を担当。ピアノだけでなくギターやドラムの経験もあり、初めてバンドを組んだ時のパートはドラムであった。ライブではキーボードの他、鈴やカスタネットを用いることもある。
好きな食べ物は、タコとギョウザ。また、大のお酒好きでもあり、自宅で熱燗を作るほど。
解散後はソロ活動をスタートさせている。
沙田瑞紀（ますだ みずき、1991年3月12日（34歳））
ギター・コーラス担当。千葉県出身。
藤咲とは幼稚園からの幼馴染。
多くの楽曲で作曲を担当。本人曰く早起きが苦手。
クラブミュージックに造詣が深く、シングルに自身の楽曲のリミックスを手がけたものをカップリングとして収録するほか、2014年ごろからDJを始めており、ソロDJとしてイベントにも多数出演している。
2018年2月3日にOKAMOTO'Sのオカモトコウキと結婚。
解散後は新プロジェクト"miida"を始動させる。
藤咲佑（ふじさき ゆう、1990年8月26日（34歳））
ベース・コーラス担当。ねごとのリーダーを務める。新潟県出身。血液型A型。
沙田とは幼稚園からの幼馴染。
ピアノを9年間習っていた。澤村によれば、藤咲は人見知りな印象でおとなしく、距離を縮めるのに苦労したという。
普段からお菓子作りをしており、メンバーに振る舞うほか、2015年に行われた自主企画『お口ポカーンフェス？！』の“ひとりごとステージ”にておしゃべりクッキングを披露した。
フィルムカメラによる写真撮影が趣味で、藤崎が撮影・監修した写真集「negoto film photobook-2017-」が2017年12月に同日発売されたアルバム『SOAK』とライブBlu-ray/DVD『“ETERNALBEAT” TOUR 2017』の対象店舗での同時購入者への先着特典となった。
澤村小夜子（さわむら さやこ、1990年7月3日（34歳））
ドラムス・コーラス担当。千葉県出身。血液型A型。
小学生時代はピアノ、箏、三味線を習い、中学生時代には吹奏楽部でマリンバを担当。高校生になってからドラムを始める。ジェシー神田によるイベントではインド楽器の演奏も披露した。テレビ番組「お願いランキング」内の「芸能界太鼓の達人王」で優勝。「関ジャニの仕分け∞特別編、芸能人ピアノ王決定戦」で優勝。2015年に発売されたGLAYの両A面シングルにてドラムを担当し、女性では史上初のサポートとなる。。
ブログやTwitterで時折登場する人形は、イラストレーターなばたとしたかによるキャラクター「リトルハナガシラ」で、蒼山がプレゼントしたもの。澤村はこれに「ガッツフラワータケオ」と名づけている。ステージドリンクはバンホーテンココアを長らく愛飲しており、2015年に行われた自主企画『お口ポカーンフェス？！』にて株式会社明治より公認アーティストとしてバンホーテンココア1年分が贈呈された。
2018年9月15日、一般男性と入籍したことを発表。

### 使用機材
蒼山幸子
- キーボード
  - Roland JUNO-D
    - 閃光ライオットの副賞で購入したもの[16]。

  - KORG TRITON Le
    - 閃光ライオット出場時に使用していた。

  - Roland FA-06
    - ねごとpresents 「お口ポカーン!! “Z”OOM in X day」から使用。

  - CLAVIA Nord Lead 2X
    - レコーディングでのみの使用。

沙田瑞紀
- エレキギター
  - Fender Japan Jazzmaster JM66 VWH
    - ブリッジ部分がムスタングのものと交換されている[16]。

  - Fender Japan Jazzmaster 3-Color Sunburst
  - Fender Japan Mustang MG69 Old Candy-Apple Red
  - Fender Japan Jazzmaster JM/HO NAT
    - Re:myend!のPVにて使用
- エフェクター
  - T-REX Alberta
  - T-REX Tremonti
  - Roger Mayer ROCKET FUZZ
  - RuzaEffects DankyDrive
  - RuzaEffects RAT2 Sleeping Mouse Mod
  - TC Electronic Nova Reverb
- ギターアンプ
  - Mojave Ampworks Scorpion
  - Marshall JCM800
  - VOX AC30

藤咲佑
- エレキベース
  - YAMAHA SBV-550（シェルビーブルー、生産終了）
    - POLYSICSのフミからベースを借りた際、音が気に入り購入したと語っている[16]。

  - Fender Japan Jazzbass JB62 Old Candy-Apple Red
- エフェクター
  - SansAmp Bass Driver DI
  - MXR Stereo Chorus
  - Black Cat Bass Octave Fuzz
  - XOTIC RC Booster
- エレキベース(2017)
  - Moon JB-5-308 OX
  - Moon JB-5 FUJISAKI MODEL Moonlight Blue
  - Ernie Ball Music Man Stingray 5
    - 4th アルバム『ETERNALBEAT』レコーディング時使用。
- シンセサイザー(2017)
  - Moog Sub Phatty
- エフェクター(2017)
  - EBS MULTICOMP
  - FREEDOM CUSTOM GUITAR RESEARCH SP-BP-01 Quad Sound Bass Pre AMP
  - BOSS TU-3w
  - Darkglass Electronics Microtubes B7K Limited Edition Acid Toad
  - ZOOM B3

澤村小夜子
- スネアドラム
  - SAKAE Aluminum (14 x 5.5) SDM1455AL
  - YAMAHA OAK CUSTOM Snare NSD085A RED OAK
- スネアドラム(2017)
  - SAKAE Aluminum Shell 14×6.5
- ドラムキット(2017)
  - SAKAE
    - BD 22×18
    - TT 10×7
    - TT 12×8
    - FT 14×13
- シンバル(2017)
  - ZILDJIAN
    - K Custom Dark HiHats(Top) 14
    - ZHT HiHats(Bottoms) 14
    - S Medium Thin Crash 16
    - K Custom Hybrid Ride 21
    - S Medium Thin Crash 18
    - A Custom Ultra Hammered China 19

  - Dream Cymbsls
    - Bliss Splash 10

  - Paiste
    - Alpha China 14
- サンプリングパッド(2017)
  - Roland SPD-SX

## 来歴

### デビュー前
- 2006年
  - 夏、ねごとの前身となるバンドを蒼山（ボーカル）、沙田（ギター）、澤村（ドラム）で結成。当時は沙田のみが違う高校であったため、沙田は友人の姉から制服を借りて、蒼山、澤村の通う高校に遊びに行っていた[17]。
- 2007年
  - 8月、音楽性の違いから沙田がバンドを脱退[18]。その後、そのバンドは解散する。
  - 10月7日、沙田から蒼山と澤村に、沙田の幼稚園からの幼馴染み藤咲をベースに加えた編成でのバンド再結成の誘いのメールが送られ[18]、ねごとが結成される。当初の目的は楽しくコピーバンドをすることで、プロなどは目指していなかった[17]。バンド名は初めて見た人が覚えられるようにひらがな三文字の名前にしようと考え、当初考えられていた候補には、「ねごと」のほかに「けむし」、「よだれ」などがあった[18][出典無効]。
- 2008年
  - 1月4日、ねごととしての初ライブ。
  - 春、オリジナル曲が3曲しかない中、TOKYO FM系で放送中の『SCHOOL OF LOCK!』とソニー・ミュージック・auが実施した「出演者は全員10代アマチュアに限る」というロックフェス「第1回閃光ライオット」に応募する。この時も、当初の目的は高校3年生の思い出づくりであり、プロデビューは意識していなかった[17]。にもかかわらず、次々と予選を突破し、最終選考の16組に選ばれて本戦出場を決める。
  - 8月8日、「第1回閃光ライオット」にて審査員特別賞を獲得。
  - 11月26日、「ループ」で参加したコンピレーション・アルバム『閃光ライオット2008』が全国発売。
- 2009年
  - 4月、メンバー全員が大学に進学。
  - 9月、「ねごと」として本格的に活動を開始。
- 2010年
  - 2月から8月にかけて、「お口ポカーンフェス?!」と題した自主企画ライブを行う。チケットは各回ともに完売し、プレワンマンとなったvol.3およびsleepy.abを迎えたvol.4ではチケットが即日完売した。詳しくは「#ライブ」の項を参照。
  - 8月1日、メンバーの腱鞘炎により出演できなくなったステレオポニーに代わり、Zepp Tokyoで開催された「GIRL POP FACTORY 10」にオープニングアクトとして出演。この日は偶然にも、自身のデビューのきっかけとなった閃光ライオットの第3回大会と同日であった。
  - 9月、スペースシャワーTVの2010年9月のパワープッシュアーティストに選ばれる。

### メジャーデビュー〜“ex Negoto”

#### 2010年
- 9月29日、ミニアルバム『Hello! “Z”』でメジャーデビュー。
- 10月3日、渋谷CLUB QUATTROで開催された「On the Ride 1002」に出演。共演者は、PILLS EMPIRE、mudy on the 昨晩、avengers in sci-fi。
- 10月9日、仙台市内の12会場を使用して開催されたライブイベント「MEGA☆ROCKS 2010」に出演。ねごとが演奏した会場はHooK SENDAI。
- 10月10日、新代田FEVERにて開催された「I LIKE TODAY Vol.10 〜赤犬大復活祭〜」に出演。共演者は、撃鉄、WUJA BIN BIN、赤犬。他にDJとして、中尾憲太郎、ハジメタル、ダイノジが出演。24時から開始の深夜イベントであった。
- 10月14日、名古屋Electric Lady Landにて開催された「FM AICHI Presents floating rocks」に出演。共演者は、小林太郎、スムルース、plenty。
- 11月2日、なんばHatchで開催された「スペシャザワールドvol.1 〜SLS15th × 列伝10th〜」に出演。共演者は、怒髪天、サンボマスター、avengers in sci-fi、Galileo Galilei。
- 11月6日、新木場STUDIO COASTで開催された、「スペシャザワールドvol.1 〜SLS15th × 列伝10th〜」に出演。共演者は、怒髪天、サンボマスター、MO'SOME TONEBENDER、世界の終わり、Droog、Wienners、高橋優。ねごとは屋外に設営された列伝テントでの演奏。
- 11月7日、下北沢で行われた、Quip magazine主催のサーキットイベント「shimokita round up 3」に出演。ねごとはCLUB 251で演奏。
- 11月12日、初の全国ツアーとなる「ねごと『Hello! “Z”』release〜お口ポカーンツアー♯1〜」の初日公演を京都MOJOにて行う。この日はSISTER JETの公演「SISTER JET DECEMBER'S JETBOY TOUR (AND EVERYBODY'S)」のゲストとして出演。以降12月4日に代官山UNITで行われるファイナルまでの6公演はツアーの一環としてのライブ。
- 11月13日、大阪ミナミエリアの21会場を使用して行われた、FM802主催の音楽フェス「Panasonic Beauty presents MINAMI WHEEL 2010」に出演。ねごとはCLUB Vijonで演奏。
- 11月14日、渋谷CLUB QUATTROで開催された「Beat Happening! × ねごと 1st mini AL『Hello! "Z"』release『MAXにお口ポカーン!』 P.S.おとぎ話もリリースパーティー!」に出演。共演者は、キノコホテル、東京カランコロン、竹内電気、おとぎ話。
- 11月23日、福岡CBにて公演。「オワリカラ presents “ドアたち” アンコールツアー」との併催。共演者は、オワリカラ、BAND A、マクマナマン、百蚊、SuiseiNoboAz。
- 11月30日、名古屋APOLLO THEATERで開催された「SISTER JET DECEMBER'S JETBOY TOUR (AND EVERYBODY'S)」にゲスト出演。
- 12月4日、代官山UNITにて「ねごと『Hello! “Z”』release〜お口ポカーンツアーファイナル“あなたの夢をひとりじめ”〜」を開催。ねごとの初のワンマン公演となった。
- 12月18日、渋谷O-nestで開催された東京カランコロンの公演「東京カランコロン presents TOUR FINAL & RELEASE PARTY!!! “ワンマ ソ”」にゲスト出演。
- 12月21日、渋谷Lushで開催された「Beat Happening!×STAnレコ発PARTY『SAY YES vol.2』」にゲスト出演。共演者は、THE NOVEMBERS、STAn。
- 12月27日、恵比寿LIQUIDROOMで開催された「神聖かまってちゃん ワンマン追加公演」にオープニングゲストとして出演。
- 12月29日、インテックス大阪にて開催された、「RADIO CRAZY」に出演。ねごとは4号館に設営されたR-STAGEで演奏。
- 12月31日、赤坂BLITZにて開催された「VINTAGE ROCK std. COUNTDOWN "GT2011"」に出演。続けて同日、幕張メッセにて開催された「COUNTDOWN JAPAN 10/11」に出演。ねごとは国際展示場6ホールに設営されたMOON STAGEで演奏。

#### 2011年
- 1月7日、下北沢BASEMENT BARにて開催された「ダイノジ meets Beat Happening! Presents『Beat Running!』新春SP!」に出演。共演者はモーモールルギャバン、ダイノジ(DJ)。
- 1月16日、下北沢SHELTERにて開催された「SCHOOL OF LOCK！presents くるりと対バンライオット!3DAYS!」に出演。共演者はくるり。このライブの中でねごとは、くるりの「ピアノガール」と「ばらの花」をメドレーで演奏した。
- 1月29日、横浜アリーナにて開催された「オンタマカーニバル 2011」に出演。
- 2月18日、渋谷O-WESTにて開催された「五反田 EIJING SUN ROCK FESTIVAL 第46日 "音楽、それは循環、自由、そしてときに衝突 〜3bands×50min〜"」に出演。共演者はDE DE MOUSE、UNCHAIN。
- 3月2日、1stシングル『カロン』をリリース。
- 3月9日、5都市5公演を対バンライブで巡る全国ツアー「お口ポカーン!!対決ツアー」の初日公演を札幌COLONYにて開催。共演者はシュリスペイロフ。なおこの2日後に発生する東日本大震災の影響により、福岡(3月18日)と東京(3月31日)で予定されていた2公演は6月に延期となった。
- 3月19日、広島のサーキット型ライブイベント「MUSIC CUBE 11」に出演予定であったが、東日本大震災の影響により出演を見合わせた。ねごとが出演予定だったナミキジャンクションの同時刻の出演枠には、急遽MASS OF THE FERMENTING DREGSの出演が決まった。
- 3月25日、名古屋アポロシアターにて「お口ポカーン!!対決ツアー」を開催。共演者はmudy on the 昨晩。
- 3月26日、この日、東京原宿のKDDIデザイニングスタジオにて予定されていた「ねごとスペシャルライブ」は東日本大震災の影響により中止となった。
- 3月27日、大阪梅田シャングリラにて「お口ポカーン!!対決ツアー」を開催。共演者はQomolangma Tomato。
- 4月5日、さいたま新都心HEAVEN'S ROCK VJ-3にて開催された「ROCK'N'ROLL SUNDAY TOUR 2011」に出演。共演者は黒猫チェルシー、オワリカラ。
- 5月23日、渋谷CLUB QUATTROにて開催された「QUATTRO MIRAGE VOL.2 〜MORE ACTION, MORE HOPE.〜」に出演。共演者はanother sunnyday、小林太郎。
- 5月28日、東京都江東区の若洲公園にて開催された「ROCKS TOKYO 2011」に出演。これをはじめとして、数多くの野外ロックフェスティバルに出演。この年がねごとにとって本格的な野外フェスデビューとなった。
- 6月3日、福岡天神のビブレホールにて「お口ポカーン!!対決ツアー」を開催。3月18日に予定していた公演の振替公演。共演者はOverTheDogs。予定されていたもう一組の共演者regaの出演は、開催延期に際し取り消しとなった。
- 6月5日、名古屋市の栄周辺にて開催されたサーキット型ライブイベント「SAKAE SP-RING 2011」に出演。ねごとは名古屋CLUB QUATTROにて演奏。
- 6月22日、限定生産シングル『メルシールーe.p.』をリリース。
- 6月25日、恵比寿LIQUIDROOMにて「お口ポカーン!!対決・・・したかったファイナル」を開催。3月31日に予定されていた渋谷CLUB QUATTRO公演の振替公演。「お口ポカーン!!対決ツアー」の最終公演だが、共演予定であった栗コーダーカルテットが開催延期に伴い出演できなくなったため改題。ねごとのワンマン公演となった。
- 7月13日、1stフルアルバム『ex Negoto』をリリース。
- 7月16日、横浜アリーナにて開催された「NANO-MUGEN FES. 2011」に出演。
- 7月21日、下北沢SHELTERにて「ねごとpresentsお口ポカーンフェス?!〜学校の怪談〜第一話」を開催。入場者は学生に限定。登場まで公表されなかったゲスト出演者はLAST ALLIANCE。
- 7月23日、広島県国営備北丘陵公園にて開催された「SETSTOCK'11」にオープニング・アクトとして出演。
- 7月24日、北海道岩見沢市のいわみざわ公園にて開催された「JOIN ALIVE 2011」に出演。
- 7月29日、名古屋APOLLO THEATERにて「ねごとpresentsお口ポカーンフェス?!〜学校の怪談〜第二話」を開催。入場者は学生に限定。登場まで公表されなかったゲスト出演者はavengers in sci-fi。
- 7月30日、大阪梅田シャングリラにて「ねごとpresentsお口ポカーンフェス?!〜学校の怪談〜第三話」を開催。入場者は学生に限定。登場まで公表されなかったゲスト出演者はKING BROTHERS。
- 7月31日、前年に引き続き「GIRLS' FACTORY 2011」に出演。前年のオープニングアクトから、一般参加アーティストへの昇格となった。
- 8月7日、「ROCK IN JAPAN FESTIVAL 2011」に出演。ねごとはWING TENTに出演。
- 8月9日、大阪なんばHatchにて開催された「Talking Rock FES.2011」に出演。共演者はandymori、Base Ball Bear、the pillows。
- 8月14日、「SUMMER SONIC 2011」に、オープニング・アクトとして出演。
- 8月18日、Zepp Sendaiにて開催された「SPITZ 2011 SUMMER ロックのほそ道」に出演。共演者は主催者であるスピッツの他にカジヒデキ、フラワーカンパニーズ。
- 8月21日、香川県の国営讃岐まんのう公園にて開催された「MONSTER baSH 2011」に出演。
- 8月27日、宮城県のエコキャンプみちのくにて開催された「ARABAKI ROCK FEST.11」に出演。当初4月29日に開催、出演の予定であったが、東日本大震災の影響によりこの日の開催となった。
- 9月1日、3都市でのワンマン公演を含む10都市10公演の「お口ポカーンフェス?!〜ex it!抜け殻ツアー〜」の初日公演を千葉LOOKにて行う。ゲスト出演者は藍坊主。
- 9月4日、京都磔磔にて「お口ポカーンフェス?! 〜 ex it! 抜け殻ツアー〜」を開催。ゲスト出演者はa flood of circle。
- 9月10日、新潟CLUB RIVERSTにて「お口ポカーンフェス?! 〜 ex it! 抜け殻ツアー〜」を開催。ゲスト出演者はgroup_inou、オワリカラ。
- 9月11日、仙台enn 2ndにて「お口ポカーンフェス?! 〜 ex it! 抜け殻ツアー〜」を開催。ゲスト出演者はgroup_inou、オワリカラ。
- 9月17日、福岡DRUM SONにて「お口ポカーンフェス?! 〜 ex it! 抜け殻ツアー〜」を開催。ゲスト出演者はgroup_inou。
- 9月18日、広島ナミキジャンクションにて「お口ポカーンフェス?! 〜 ex it! 抜け殻ツアー〜」を開催。ゲスト出演者はgroup_inou。
- 9月24日、名古屋CLUB QUATTROにて「お口ポカーンフェス?! 〜 ex it! 抜け殻ツアー〜」を開催。ねごとのワンマン公演。
- 9月25日、心斎橋CLUB QUATTROにて「お口ポカーンフェス?! 〜 ex it! 抜け殻ツアー〜」を開催。ねごとのワンマン公演。
- 10月1日、札幌cube gardenにて「お口ポカーンフェス?! 〜 ex it! 抜け殻ツアー〜」を開催。ゲスト出演者はsleepy.ab。
- 10月8日、赤坂BLITZにて「お口ポカーンフェス?! 〜 ex it! 抜け殻ツアー〜」ツアーファイナルワンマン公演を開催。
- 10月29日、東京薬科大学の学園祭企画「東薬祭 LIVE 2011」に出演。共演者はa flood of circle、UNCHAIN。会場は八王子キャンパス内の大講堂体育館。
- 11月1日、明治学院大学の学園祭「'11白金祭」のアーティスト公演「音 t!me」に出演。共演者はBIGMAMA。会場は白金校舎パレットゾーン白金B3Fアリーナ。
- 11月3日、徳島大学蔵本祭に出演。共演者はGalileo Galilei。会場は大塚講堂。
- 11月11日、心斎橋BIG CATにて開催された「FM802 GLICO LIVE "NEXT" SPECIAL!」に出演。共演者はanother sunnyday、［Champagne］。
- 11月27日、同志社大学の学園祭企画「DOSHISHA×ねごと 136th birthday live of dream」に出演。会場は同大の寒梅館ハーディーホール。
- 12月4日、Zepp Tokyoにて開催された「チャットモンチーの求愛ツアー」ファイナル公演に矢野顕子と共にゲスト出演。
- 12月16日、渋谷WWWにて男女限定のライブ企画「お口ポカーンフェス!? 番外編 〜サンタさんも抜け殻〜」を開催。入場者が女性に限定されたこの日のゲスト出演者は栗コーダーカルテット。
- 12月17日、渋谷WWWにて男女限定のライブ企画「お口ポカーンフェス!? 番外編 〜サンタさんも抜け殻〜」を開催。入場者が男性に限定されたこの日のゲスト出演者は面影ラッキーホール。

### “sharp ♯”〜“5”
- 12月18日、新曲の「sharp ♯」がアニメ「機動戦士ガンダムAGE」アセム編オープニングテーマに決定。
- 12月23日、札幌PENNY LANE 24にて開催された神聖かまってちゃん「26才の夏休みツアー」ファイナル公演にオープニング・アクトとして出演。
- 12月29日、インテックス大阪にて開催された「FM802 ROCK FESTIVAL RADIO CRAZY」に出演。
- 12月31日、赤坂BLITZにて開催された「VINTAGE ROCK std. COUNTDOWN "GT2012"」に出演。

#### 2012年
- 1月15日、代官山UNITにて開催された「WAI WAI CLUB」に出演。共演者は進行方向別通行区分、N'夙川BOYS。イベントの司会者は杉作J太郎、劔樹人。
- 2月6日、下北沢BASEMENT BARにて開催された「Beat Happening! GREATEST HITS! SPECIAL 3MAN LIVE!」に出演。共演者は赤い公園、快速東京。
- 2月22日、なんばHatchにて開催された関西テレビの音楽番組Mujack主催のイベント「LiveJack vol.6」に出演。共演者はApplicat Spectra(オープニング・アクト)、［Champagne］、THE BAWDIES。
- 3月17日、広島テレビ主催のサーキット型ライブイベント「MUSIC CUBE 12」に出演。ねごとは広島CLUB QUATTROにて演奏。
- 3月19日、高知X-pt.にて開催された「COUNTDOWN TO FREEDOM 2012」に出演。共演者はcinema staff、THE BACK HORN。
- 3月24日、東京ビッグサイト 東5・6ホールにて開催されたファッションイベント「HARAJUKU KAWAii!!!! 2012 SPRING」にライブアクトとして出演。その他のライブアクトとしての出演者は柳めぐみ、きゃりーぱみゅぱみゅ、ももいろクローバーZ。
- 4月1日、所属レコード会社であるキューンレコードが「キューンミュージック」にレーベル名変更。
- 4月4日、2ndシングル『sharp ♯』をリリース。
- 4月6日、4都市4公演で実施された観客を学生に限定した自主企画ツアー「お口ポカーン?! 学生限定ツアー 〜end of studenTOUR〜」の初日公演を八王子RIPSにて開催。ゲスト出演者はMEANING、FOUR GET ME A NOTS。
- 4月8日、神戸太陽と虎にて「お口ポカーン?! 学生限定ツアー 〜end of studenTOUR〜」を開催。ゲスト出演者はN'夙川BOYS。
- 4月15日、福岡DRUM SONにて「お口ポカーン?! 学生限定ツアー 〜end of studenTOUR〜」を開催。ゲスト出演者はTOTALFAT。
- 4月19日、恵比寿LIQUIDROOMにて開催されたKi/oon Musicの20周年記念ライブイベント「キューン20 イヤーズ&デイズ」に出演。共演者はRHYMESTER。
- 4月21日、札幌cube gardenにて「お口ポカーン?! 学生限定ツアー 〜end of studenTOUR〜」の最終公演を開催。ゲスト出演者はHOTSQUALL。
- 5月3日 - 12日、「お口ポカーン?! ワンマンツアー 〜フラットな気分でもいいよ〜」開催。大阪BIG CAT(5月3日)、名古屋ダイアモンドホール(5月4日)、東京SHIBUYA-AX(5月12日)での3会場。
- 5月19日、下北沢周辺の10箇所のライブスペースを使用して行われたサーキット型のイベント「SHIMOKITAZAWA SOUND CRUISING」に出演。ねごとは下北沢GARDENにて深夜24:20からの出演であった。
- 5月25日、千葉LOOKにて開催されたUNCHAINの公演「UNCHAIN 5th Album Release Tour "Eat The Moon Parade"」に、Pragueと共にゲスト出演。
- 6月2日、名古屋市の栄周辺にて開催されたサーキット型ライブイベント「SAKAE SP-RING 2012」に出演。ねごとは名古屋CLUB QUATTROにて演奏。
- 6月7日、恵比寿LIQUIDROOMにて開催された「UNDER THE INFLUENCE」に出演。共演者は後藤まりこ。
- 6月10日、東京スクールオブミュージック専門学校の学園祭、「西葛祭」の「ねごと スペシャルライブ」に出演。観客は学生限定の招待制。会場は同校9階のライブホール LS-1。
- 7月21日、TOTALFAT「Wicked Friends, Be Naked!! Tour」の岐阜BRAVOでの公演にゲスト出演。
- 7月22日、渋谷O-EASTにて行われた、在日ファンク "「宇宙大決戦」渋谷区ツアー"にゲスト出演。
- 7月27日、韓国の利川市にて開催された「JISAN VALLEY ROCK FESTIVAL 2012」に出演。ねごとにとって初の海外公演。
- 7月29日、万博記念公園もみじ川芝生広場にて行われた、「FM802 MEET THE WORLD BEAT 2012」に出演。このライブの模様はSPACE SHOWER TVにて生中継された。
- 8月5日、「ROCK IN JAPAN FESTIVAL 2012」に出演。ねごとはSOUND OF FORESTに出演。
- 8月8日、3rdシングル『Lightdentity/Re:myend!』をリリース。
- 8月10日、「RISING SUN ROCK FESTIVAL 2012 in EZO」に出演。
- 8月12日、SHIBUYA-AXにて行われた、「GIRL ROCK FACTORY 12」に出演。共演者はSCANDAL、miwa、FLiP、HAPPY BIRTHDAY、シシド・カフカ。
- 8月19日、「SETSTOCK'12 10th Anniversary in Bihoku」に出演。
- 8月30日、SHIBUYA-AXにて行われた、「Livemasters Summer CHICE 2012」に出演。共演者はTHE★米騒動(オープニング・アクト)、アルカラ、モーモールルギャバン。
- 8月31日、行き先を事前に伝えず、ライブ会場へのバスツアーを行うという「ねごとPresents お口ポカーン!!〜Shall Re:dance?真夏のミステリーツアー〜」を行う。ライブを行った会場は公演終了後も非公表となっている。
- 9月7日、FAT PROP「SHINE TOUR 2012」の名古屋アポロシアター公演に、NUBOと共にゲスト出演。
- 9月8日、「OTODAMA'11-'12 音泉魂」に出演。
- 9月15日、千葉LOOKにて開催された「秋の夜長SPECIAL〜VSシリーズ」に出演。共演者はつしまみれ。
- 9月28日 - 29日、金沢vanvanV4および新潟GOLDEN PIGS BLACK STAGEにて開催された、UNLIMITSの「NeON TOUR 2012 -秋の夜長にNeONを灯す-」にゲスト出演。
- 10月6日、SHIBUYA-AXにて行われた「テレビ朝日ドリームフェスティバル 2012」に出演。共演者はOKAMOTO'S、SPECIAL OTHERS、Base Ball Bear、サンボマスター。
- 10月8日、ラフォーレミュージアム原宿にて行われた「LAFORET FASHION WEEK '12」のステージイベントに出演。
- 10月21日、尚美学園大学の学園祭「第12回 尚美祭」にゲストアーティストとして出演。会場は川越キャンパスのグランフォラム(構内中央部)に設営されたメインステージ。
- 10月27日、静岡県立大学大学祭「第26回 剣祭」に出演。会場は静岡県立大学大講堂。
- 11月2日、東洋英和女学院大学の学園祭「2012年度 かえで祭」のコンサートに出演。会場は同大学学内体育館。
- 11月4日、総合学院テクノスカレッジにて開催された「TECHNOS祭」に出演。会場は同学院中庭の特設ステージ。ライブの前にはInterFMで同学院がスポンサーとなっている番組「YOUNG BLOOD」のためのメンバーへのインタビューが公開で行われ、ライブの模様と合わせて後日放送された。
- 11月7日、4thシングル『nameless』をリリース。2013年2月の2ndアルバム発売に至る4カ月連続リリースを開始。アルバムに先行するシングル3部作の第1弾。
- 11月21日、高松DIMEにてライブ。共演者はドレスコーズ。
- 11月24日、渋谷CLUB QUATTROで開催されたオワリカラ LIVE DVDリリースツアー東名阪ワンマンライブ『圧倒的な一体感』に、蒼山幸子がゲスト出演。
- 12月5日、5thシングル『greatwall』をリリース。シングル3部作の第2弾。
- 12月6日、3都市3公演のツアー「お口ポカーン!!東名阪ワンマンツアー 〜SEED with groove〜」の初日公演を名古屋アートピアホールにて開催。ねごとにとって初のホールツアー。
- 12月7日、大阪サンケイホールブリーゼにて「お口ポカーン!!東名阪ワンマンツアー 〜SEED with groove〜」を開催。
- 12月9日、川崎CLUB CITTA'にて開催された「MEANING presents SPOOKY ZOO 2012」に出演。共演者は、MEANING、ASPARAGUS、F.I.B、FORWARD、LIFE、OVER ARM THROW、SAND、THINK AGAIN、UNITED。
- 12月16日、TOKYO DOME CITY HALLにて「お口ポカーン!!東名阪ワンマンツアー 〜SEED with groove〜」を開催。ツアー最終公演。
- 12月30日、幕張メッセにて開催された「COUNTDOWN JAPAN 12/13」に出演。ねごとは国際展示場4ホールに設営されたCOSMO STAGEのこの日のトリを務める。
- 12月31日、Zepp DiverCityにて開催された「Livemasters Inc. 1st Anniversary COUNTDOWN "GT2013"」に出演。

#### 2013年
- 1月11日、渋谷O-EASTにて開催された「SiM presents DEAD POP FESTiVAL 2013」に出演予定であったが、メンバーのインフルエンザ感染によりキャンセル。急遽、MAN WITH A MISSIONがねごとの代わりとして出演した。
- 1月23日、6thシングル『たしかなうた』をリリース。シングル3部作が完結。
- 2月6日、2ndフルアルバム『5』をリリース。
- 2月10日、渋谷duo MUSIC EXCHANGEにて開催された「閃光ライオット 感謝祭!!第2弾」に出演。共演は、渋沢葉、CHEESE CAKE（現・MOSHIMO）、関取花、THE★米騒動、片平里菜。卒業にちなみ、ねごとは袴姿で演奏した。
- 2月15日、23都市23公演をゲストバンドを迎えて行う全国ツアー、「お口ポカーン!! 卒業旅行は全国ツアー 〜GREEN and motion〜」の初日公演を千葉LOOKにて開催。この日のゲストはSAKANAMON。
- 3月22日、NHK札幌支局による公開収録のライブ「LIVE H」に出演。会場はZeppSapporo。共演は怒髪天、アルカラ、グッドモーニングアメリカ。司会に、武田真治、川村ゆきえ。このライブの模様は4月27日の深夜に北海道ブロックのNHK総合でオンエアされた。
- 3月27日、ビデオクリップを収録したDVD『Zzz』、シングル3部作である『nameless』、『greatwall』、『たしかなうた』それぞれの通常盤をリリース。
- 5月4日、3都市3公演のワンマンツアー、「お口ポカーン!! 東名阪ワンマンツアー 〜spark of FLOWER〜」の初日公演を大阪なんばHatchにて開催。
- 5月6日、名古屋CLUB DIAMOND HALLにて「お口ポカーン!! 東名阪ワンマンツアー 〜spark of FLOWER〜」を開催。
- 5月11日、Zepp Tokyoにて「お口ポカーン!! 東名阪ワンマンツアー 〜spark of FLOWER〜」のファイナルを開催。
- 5月18日、那覇市の桜坂セントラルにて、「お口ポカーン!! 卒業旅行は全国ツアー 〜GREEN and motion〜」のファイナルを開催。この日のゲストはplenty。
- 6月8日、「LACHIC presents SAKAE SP-RING 2013」に出演。ねごとは名古屋CLUB QUATTROにて演奏。
- 6月22日、幕張イベントホールにて開催された音楽授賞式「MTV VMAJ 2013」に、プレゼンターとして出演。
- 6月24日、高崎FLEEZにて開催のSiM "EViLS TOUR 2013"にNAMBA69と共にゲスト出演。
- 6月28日、福岡DRUM LOGOSにて開催の「ガガガSP ライブツアー 長田大行進曲行脚 2013 〜若者よ書を読んでから街に出よ！そしてライブに来い!〜」にゲスト出演。共演はガガガSP、かりゆし58 、忘れらんねえよ。
- 6月28日、神戸市三宮の8会場を使用して開催されたアルカラ主催のサーキット型フェス、「ネコフェス2013」に出演。ねごとはVARIT.にて演奏。
- 7月2日、O-EASTにて開催の「jagzzi 8th event mazica! 日常に驚きを」に出演。
- 7月10日、O-WESTにて開催の「la la larks presents〜Turkey 40th HAPPY BIRTHDAY LIVE〜」に出演。共演は、チリヌルヲワカ、la la larks、 近藤晃央。
- 7月20日、いわみざわ公園にて開催の「JOIN ALIVE」に出演。
- 8月2日、国営ひたち海浜公園にて開催の「ROCK IN JAPAN FESTIVAL 2013」に出演。ねごとはPARK STAGEに出演。
- 8月7日、初のライブDVD『spark of FLOWER』をリリース。同日、国立代々木競技場第一体育館にて開催の「a-nation island GIRLS' FACTORY 13」に出演。共演は、miwaクロ(miwa×ももいろクローバーZ)、SCANDAL、アーバンギャルド、小南泰葉。司会に南明奈、加藤いづみ。
- 8月13日、大塚製薬徳島ワジキ工場の野外ステージにて開催された、「Exciting Summer in WAJIKI'13」に出演。共演は、石井竜也、SKY-HI、BENI、Rake、上野優華、たんこぶちん。
- 8月20日、CLUB QUATTROにて開催された、「Beat Happening！VOL.1000 SPECIAL MAX! 〜GREATEST 2MAN HAPPENING！20130820〜」に出演。共演は、本棚のモヨコ、N'夙川BOYS。
- 8月29日、Zepp Nambaにて開催された、「ロックロックこんにちは！Ver.17」に出演。共演は主催者のスピッツの他に、真心ブラザーズ、9mm Parabellum Bullet。

### “シンクロマニカ”〜“VISION”
- 9月1日、山中湖交流プラザきららにて開催された、「SPACE SHOWER SWEET LOVE SHOWER 2013」に出演。また新曲の「シンクロマニカ」がアニメ「ガリレイドンナ」オープニングテーマに決定。
- 9月13日、赤坂BLITZにて開催された、「R-BROS. FEST 2013」に出演。テレビ東京の音楽番組「ロック兄弟」によるイベント。共演は、Lyu:Lyu(オープニングアクト)、石崎ひゅーい、SPYAIR。司会は田中美里。
- 9月15日、稲毛K's Dreamにて開催された、「ア・ル・カ・ラ6枚目“むにむにの樹”レコ発ツアー【むにむになるままにJAPAN TOUR】第3話 ねことゴリラのおはなし」に出演。共演は、Boiler陸亀、アルカラ。
- 9月28日、国立代々木競技場第一体育館にて開催された、「GirlsAward 2013 AUTUMN / WINTER」に出演。
- 10月5日・10月6日、原宿にて行われたサーキット型イベント「HARAJUKU KAWAii!! FES 2013」に出演。
- 11月12日、3都市3公演のライブツアー、「お口ポカーン!! 〜SYNCRONIGHT TOUR〜」の初日公演を名古屋クラブクアトロにて開催。
- 11月13日、7thシングル『シンクロマニカ』発売。同日、大阪クラブクアトロにて「お口ポカーン!! 〜SYNCRONIGHT TOUR〜」を開催。
- 11月16日、東京・渋谷クラブクアトロにて「お口ポカーン!! 〜SYNCRONIGHT TOUR〜」ファイナルを開催。
- 12月30日、幕張メッセ国際展示場にて開催された、「COUNTDOWN JAPAN 13/14」MOON STAGEに出演。

#### 2014年
- 1月24日、EXシアター六本木にて開催された、「GO LIVE Vol.1」に出演。共演は、赤い公園、SCANDAL
- 3月12日、2ndミニアルバム『“Z”OOM』をリリース。
- 2月24日、渋谷CLUB QUATTROにて開催された、「QUATTRO MIRAGE vs @JAM vol.1」に出演。
- 3月26日、TOKYO DOME CITY HALLにて開催された、「ZIP!春フェス 2014」に出演。
- 3月4日、原宿アストロホールにて開催された、「ZANSHING SUN FESTIVAL vol.3」に出演。
- 4月1日、Ki/oon Artistsからソニー・ミュージックアーティスツに所属事務所を移籍。
- 5月1日、ワンマンライブ3公演「お口ポカーン!! 〜“Z”OOM in X,Y,Z day〜」の初日公演「お口ポカーン!! 〜“Z”OOM in X day」をMt.RAINIER HALL SHIBUYA PLEASURE PLEASUREにて開催。
- 5月2日、Mt.RAINIER HALL SHIBUYA PLEASURE PLEASUREにて「お口ポカーン!! 〜“Z”OOM in Y day」を開催。この公演の模様はニコニコ生放送にて生中継された。
- 5月10日、大塚海浜緑地にて開催された、「森、道、市場 2014 〜フランシスコの海へ〜」に出演。
- 6月29日、兵庫県にて開催された、「ネコフェス2014 -KUDAKENEKO ROCK FESTIVAL 2014-」に出演。
- 7月17日、名古屋CLUB QUATTROにて開催された、「髭「The First Half of "DECADE"」The First Half of "DECADE" Day1」に出演。
- 7月20日、EXシアター六本木にてワンマンライブ3公演の最終公演「お口ポカーン!! 〜“Z”OOM in Z day」を開催。
- 8月1日、なんばHatchにて開催された、「ROCK KIDS 802 -OCHIKEN Goes ON!!- SPECIAL LIVE 「HIGH! HIGH! HIGH!」」に出演。
- 8月3日、国営ひたち海浜公園にて開催された、「ROCK IN JAPAN FESTIVAL 2014」に出演。ねごとはPARK STAGEに出演。
- 8月10日、夢の島公園陸上競技場にて開催された、「WORLD HAPPINESS 2014」に出演。
- 8月19日、国立代々木競技場第一体育館にて開催された、「GIRLS' FACTORY 14 DAY2」に出演。
- 8月24日、国営讃岐まんのう公園内芝生広場にて開催された、「MONSTER baSH 2014」に出演。
- 9月20日、アオーレ長岡にて開催された、「Rock Museum 2014」に出演。
- 9月24日、8thシングル、『アンモナイト!/黄昏のラプソディ』を発売。
- 9月28日、青森港新中央埠頭野外特設ステージにて開催された「AOMORI SHOCK ON!」に出演。
- 10月18日、新木場STUDIO COASTにて開催された「J-WAVE “BEAT PLANET” LIVE」に出演。共演はパスピエ、シナリオアート、キュウソネコカミ。
- 10月29日、キューンミュージックのキャンペーン「ハイレゾに耳キュン♪ キューンミュージック、ハイレゾ配信キャンペーン第一弾」として、ねごとのアルバム「ex Negoto」がmoraにてハイレゾ音源配信が開始。
- 11月6日にTSUTAYA O-EAST・11月15日に岡山IMAGEにて開催されたキュウソネコカミのツアー「試練のTAIMANツアー〜地方巡業編〜」 に出演。
- 11月13日、高松DIMEにて開催されたSAKANAMONのツアー「SAKANAMONのアリが対バンツアー2014」に出演。
- 11月23日、新木場STUDIO COASTにて開催された「LITHIUM ROCK FESTIVAL 2014」に出演。
- 12月5日、TSUTAYA O-EASTにて開催されたザ・ティン・ティンズの来日公演に出演。
- 12月6日、お台場フジテレビにて開催された「FACTORY LIVE 1206」に出演。
- 12月7日、テレビ朝日系「関ジャニの仕分け∞特別編 豪華3本立てSP」に出演。ドラマー澤村小夜子が“第1回ピアノ王決定戦”に挑戦し優勝。
- 12月23日、ポートメッセなごやにて開催された「MERRY ROCK PARADE 2014」にParade Starterとして出演。
- 12月25日、LINE公式アカウント・生配信番組LIVE CASTにて「ねごとサンタからのMerry Christmas Special !!」を配信。アルバムの発売、全国ツアーなどの発表がされた。
- 12月30日、幕張メッセ国際展示場にて開催された「COUNTDOWN JAPAN 13/14」COSMO STAGEに出演。
- 12月31日、EXシアター六本木にて開催された「COUNTDOWN EX 2014 to 2015」に出演。このあと沙田瑞紀は「COUNTDOWN JAPAN 13/14」ASTRO ARENAにてDJとして出演。

#### 2015年
- 1月23日、水戸ライトハウスにて開催された「mito LIGHT HOUSE 25th anniversary〜祝盃〜」に出演。共演はアルカラ、ヨジョーハンズ。
- 1月26日、TSUTAYA O-EASTにて開催されたアコースティックライブ「寒イ明ケ方ノ鶏鳴」に蒼山幸子が弾き語りで出演。
- 2月7日、川崎CLUB CITTA'およびA'TTICにて開催された「BAYCAMP 201502」に沙田瑞紀がDJとして出演。
- 2月8日、Nothing's Carved In Stoneの大喜多によるドラムセミナー「The colors of Rhythm」に澤村小夜子が出演。

### VISIONツアー・“DESTINY”〜“ETERNALBEAT”
- 2月23日、新曲「DESTINY」がアニメ「銀魂°」エンディングテーマに決定。
- 3月4日、3rdフルアルバム『VISION』をリリース。

- 3月24日、千葉LOOKより、初の全国ワンマンツアー「VISIONは続くよどこまでも♪」初日公演を開催。
- 5月4日、ビーチフェス「JAPAN JAM BEACH 2015」に、蒼山はSAKANAMONのセッションゲスト、沙田はドレスコーズ(dresscodes FEMME)のギタリストとして出演。
- 5月9日、森、道、市場 2015に沙田がドレスコーズ(dresscodes FEMME)のギタリストとして出演。またこの日と10日、ONE OK ROCK 2015 "35xxxv" JAPAN TOUR 静岡エコパアリーナ公演のサポートアクトを務める。
- 5月25日、GLAYの両A面シングルに収録されている「微熱Ⓐgirlサマー」に澤村小夜子がドラマーとして参加。
- 6月3日、9thシングル『DESTINY』をリリース。
- 6月7日、Zepp DiverCityにて、初の全国ワンマンツアー「VISIONは続くよどこまでも♪」ファイナルを開催。
- 6月27日、TBS系列にて放送された「CDTVスペシャル! 音楽の日朝まで生ライブ」に澤村が片平里菜のサポートドラマーとして出演。大阪の服部緑地野外音楽堂で行われたアコースティックライブイベント「SOUND FOREST 2015」に蒼山が弾き語り出演。兵庫県にて開催された、「ネコフェス2015」に出演。
- 7月5日、北海道置戸町の100周年イベント「OKETO GREEN FESTIVAL」に出演。
- 7月14日、GOOD ON THE REEL のツアー 「HAVE A "GOOD" NIGHT」名古屋ell.FITS ALL公演に出演。
- 7月19日、赤坂BLITZで行われたSCANDAL主催のイベント「バンドやろうよ!!Vol.6」に出演。
- 7月20日、和歌山マリーナシティにて行われた「FM802 HOLIDAY SPECIAL 和歌山マリーナシティpresents SEASIDE PLEASURE」に出演。初のアコースティックライブとなった。
- 8月3日、国立代々木競技場第一体育館にて開催された、「GIRLS' FACTORY 15 DAY1」に出演。
- 8月8日、国営ひたち海浜公園にて開催された、「ROCK IN JAPAN FESTIVAL 2015」に出演。ねごとはPARK STAGEに出演。
- 8月15日、QVCマリンフィールド・幕張メッセにて開催された、「SUMMER SONIC 2015」に、2011年のオープニング・アクトぶりに出演。ねごとはBEACH STAGEに出演。
- 8月18日、「音霊 OTODAMA SEA STUDIO 2015」に出演。この日の共演はWEAVER、フレデリック、HOWL BE QUIET（オープニングアクト）。
- 8月23日、豊郷小学校旧校舎群内 講堂にて開催された、「聖地じゅんれい!!2015 〜夏休み追い込み編〜」に出演。共演はthe band apart、アーバンギャルド、ザ・チャレンジ。
- 8月25日、神戸VARIT.にて開催された、「Kansai college chart LIVE！」に出演。共演はcinema staff、植田真梨恵、lego big morl。
- 9月5日、川崎市東扇島東公園にて開催された、「BAYCAMP 2015」に出演。
- 9月17日、SHIBUYA TSUTAYA O-EASTにて開催された、カップヌードル食べ放題フェス「STAY HOT FES」に出演。共演はOKAMOTO'S、黒猫チェルシー、BLUE ENCOUNT、LIFriends（オープニングアクト）。
- 9月20日、倶知安町駅前 石蔵倉庫にて開催された、「SPARKS GO GO 25th Anniversary Special "JUNK! JUNK! JUNK! ∞ 2015"」に出演。共演はSPARKS GO GO、ABEDON、奥田民生、オカモトショウ、真心ブラザーズ。
- 9月30日、二枚目となるライブDVD、初となるライブBlu-rayでもある『"“VISION” TOUR 2015』をリリース。
- 10月3日、岐阜club-Gにて開催された、「cinema staff presents OOPARTS GIFU 2015」に出演。
- 10月10日、なんばHatchにて開催された、「"PlayStation" presents MINAMI WHEEL 2015 EXTRA EDITION」に出演。
- 10月21日、赤坂BLITZにて開催された招待制ライブ「Green Ribbon HEART BEAT LIVE 2015 with SPACE SHOWER TV」に出演。共演は藤巻亮太、K、東京カランコロン、井上苑子。
- 10月31日、CLUB PICCADILLY UMEDA OSAKAにて開催される招待制ライブ「NU chayamachi × NYLON JAPAN 10th anniversary Premium Halloween party」に出演。共演はtofubeats。
- 11月23日、デビュー5周年を記念して、4年ぶりとなる自主企画「お口ポカーンフェス？！NEGOTO 5th Anniversary ～バク TO THE FUTURE～」を恵比寿LIQUID ROOMにて開催[9][19]。
- 12月1日、澤村がバンホーテンココアをステージドリンクとして愛飲していることにより、明治とのコラボで、特設サイトが公開される。
- 12月12日、成田国際空港にて開催されたクリスマスフェスティバルに出演。
- 12月20日、ポートメッセなごやにて開催された「MERRY ROCK PARADE 2015」NOEL STAGEに出演。
- 12月23日、西宮会館で開催された「えびす ロックフェスティバル'15」に出演。
- 12月24日、LINE LIVE「ねごとサンタからのMerry Christmas Special 2015!」を配信。春の2マンツアーの発表がされた。
- 12月28日、インテックス大阪「FM802 RADIO CRAZY」M-STAGEに出演。
- 12月30日、幕張メッセ国際展示場にて開催された「COUNTDOWN JAPAN 15/16」COSMO STAGEに出演。

#### 2016年
- 1月22日、アルバム『ex Negoto』、『5』、『VISION』、シングル『DESTINY』が世界37カ国にて配信開始。
- 2月5日、三宿WEBにて開催された「週末ダイナーヤング編」に沙田がDJとして出演。
- 2月20日、名古屋CLUB QUATTROにて開催された「シナリオアート[Chapter #9]-ハグレヒツジハナゴヤニ-」に出演。共演はシナリオアート、People In The Box。
- 3月4日、阿佐ヶ谷ロフトにて開催された「弾き語りLIVE go-show vol.2」に蒼山が弾き語りで出演。共演はホリエアツシ（ストレイテナー）、橋口洋平（wacci）、宇宙まお。
- 3月5日、大阪BIG CATにて開催された「シナリオアート[Chapter #10]-ハグレヒツジハオオサカニ-」に出演。共演はシナリオアート、People In The Box。
- 3月6日、東京 両国国技館にて開催された「銀魂晴祭り2016（仮）」に出演。共演はCHiCO with HoneyWorks、THREE LIGHTS DOWN KINGS、DOES、BLUE ENCOUNT。
- 3月11日、京都MUSEにて「お口ぽかーん!?〜つまり2マンツアー2016〜」初日を開催。共演はBrian the Sun。
- 3月15日、下北沢440にて開催された「Jah-Rah presents THIS IS BOTTOMS -THE DRUM SESSION-」に澤村が出演。共演は角田美喜（SHOW-YA）、歌川菜穂（赤い公園）。
- 4月4日、東京 渋谷 TSUTAYA O-EASTにて「お口ぽかーん!?〜つまり2マンツアー2016〜」ファイナルを開催。共演はパスピエ。
- 4月15日、仙台CLUB JUNK BOXにて開催された「四星球 5thフルアルバム『出世作』レコ発ツアー『出世街道2016』」に出演。共演は四星球、FEEL FLIP。
- 4月20日、私立恵比寿中学がリリースしたアルバム『穴空』収録曲「ゼッテーアナーキー」のドラムレコーディングに澤村が参加。
- 4月24日、渋谷7th FLOORにて開催された「Pianote」に蒼山が弾き語りで出演。共演は内田万里（ふくろうず）、日本松ひとみ（東京カランコロン）。
- 4月29日、いずみがおか広場 特設ステージにて開催された「FM802 HOLIDAY SPECIAL いずみがおか広場 presents Joyful Park」に出演。この日はトークとアコースティック形式でのライブを行った。
- 4月30日、心斎橋Music Club JANUSにて開催された「ふくろうず プリティーツーマン 〜春はあげぽよ、YO!YO!白くなりゆく!?〜」に出演。
- 6月5日、名古屋市の栄周辺にて開催されたサーキット型ライブイベント「SAKAE SP-RING 2016」に出演。ねごとは名古屋CLUB QUATTROにてトリとして演奏。
- 6月18日、横浜F.A.Dにて開催された「SUPER BEAVER『27』RELEASE TOUR 2016〜27こぶ、ラクダ〜」に出演。
- 6月19日、渋谷のライブハウスにて開催されたイベント「YATSUI FESTIVAL! 2016」に出演。ねごとはTSUTAYA O-Westにて演奏。
- 7月6日、渋谷 TSUTAYA O-EASTにて開催された「茹ダル暑サト蝉ノ声」に蒼山が弾き語りで出演。共演は荒井岳史（the band apart）、澁谷逆太郎（SUPER BEAVER） 、寺中友将（KEYTALK）、飯田瑞規（cinema staff）、竹原ピストル。
- 7月9日、Zepp Tokyoにて開催された「LIVE FACTORY 2016」に出演。共演は神聖かまってちゃん、WHITE ASH、fhána、テスラは泣かない。。
- 7月16日、千葉県 幕張メッセイベントホールにて開催された「ANI-ROCK FES. 銀魂 LIVE CARNIVAL 2016」に出演。共演はAqua Timez、OKAMOTO'S、SPYAIR、CHiCO with HoneyWorks、DOES。
- 7月17日、いわみざわ公園＜野外音楽堂キタオン＆北海道グリーンランド遊園地＞にて開催された「JOIN ALIVE 2016」に出演。
- 7月27日、音霊 OTODAMA SEA STUDIO 2016に蒼山が弾き語りで出演。
- 8月1日、新曲「アシンメトリ」がcafé & pancakes gramのCMソングに決定。全国のTOHOシネマズにて放映開始される[20]。
- 8月4日、下北沢mona recordsにて開催された「Girls Music Night vol.1」に蒼山が弾き語りで出演。
- 8月14日、国営ひたち海浜公園にて開催された「ROCK IN JAPAN FESTIVAL 2016」に出演。ねごとはPARK STAGEに出演。
- 8月25日、横浜F.A.Dにて開催の「UNLIMITS "with「U」tour 2016"」に出演。
- 9月1日、関西地域にて、「アシンメトリ」が起用されている、café & pancakes gramのテレビCMが放映開始される。
- 9月2日、川崎市東扇島東公園・特設会場にて開催された「BAYCAMP 2016 TGIF」に出演。
- 9月9日、「holy night」が、11月公開映画「マイナビpresents TOKYO CITY GIRL 2016」挿入歌 ＆ 関東/関西版エンディング主題歌に決定。
- 9月29日、Zepp DiverCityにて開催された「私立 聖お台場女学院 地獄大運動会」に出演。共演はチャットモンチー、女王蜂。
- 10月21日、富山県 南砺市井波総合文化センターにて開催された「KEYTALK×ねごと ONE NIGHT ROCK CARNIVAL in 井波」に出演。
- 11月5日、香港のMusic Zone@E-maxにて開催された「E-Max Animate Extravaganza 2016」に出演。香港での初ライブとなった。
- 11月6日、豊見城市 豊崎 美らSUNビーチ 特設会場にて開催された「MONGOL800 ga FESTIVAL What a Wonderful World!!16」に出演。
- 11月9日、EP「アシンメトリ e.p.」をリリース。
- 11月20日、名古屋ell.FITS ALLにて開催された「lego big morl 10th anniversary tour『Lovers, Best, Music』」に出演。
- 12月3日、お台場メディアージュにて開催された「『TOKYO CITY GIRL-2016-』初日舞台挨拶」に出演。主題歌・挿入歌となっている「holy night」を生演奏した。
- 12月18日、日本橋三井ホールにて開催された「UNCHAIN 20th Anniv. Special Live 『You & U』」に蒼山が出演。
- 12月24日、ポートメッセなごやにて開催された「MERRY ROCK PARADE 2016」NOEL STAGEに出演。
- 12月31日、幕張メッセ国際展示場にて開催の「COUNTDOWN JAPAN 15/16」COSMO STAGEに出演。

#### 2017年
- 2月1日、4thフルアルバム『ETERNALBEAT』リリース。当日には渋谷 SPACE ODDにてモバイルサイト“ねごとひろば”会員限定のツアー初日・スペシャルライブ「ねごとワンマンツアー2017 「ETERNALBEAT」-ZERO- supported by cafe & pancakes gram」を開催。
- 3月24日、Zepp DiverCityにて、全国ワンマンツアー「ねごとワンマンツアー2017『ETERNALBEAT』supported by cafe & pancakes gram」ファイナルを開催。
- 3月29日、新横浜ベルズにて開催されたSakuのワンマンライブに澤村がサポートドラマーとして出演。
- 4月28日、渋谷CLUB QUATTROにて開催されたLILI LIMITの2マンツアー「Entrance」ファイナル公演に出演。
- 4月29日、宮城県みちのく公園北地区 エコキャンプみちのくにて開催された「ARABAKI ROCK FEST.17」に出演。ねごとはHANAGASA stage「映像と音の祭」に出演。

### “DANCER IN THE HANABIRA”〜“SOAK”
- 6月21日、10thシングル『DANCER IN THE HANABIRA』をリリース。
- 6月26日、恵比寿LIQUIDROOMにて企画ライブ「ねごと presents『ETERNALBEAT NIGHT』」を開催。ゲストにCreepy Nuts(R-指定&DJ松永)が出演[21]。
- 6月27日、スピッツの楽曲「空も飛べるはず」のカバーが映画『トリガール!』主題歌に、書き下ろしの新曲「ALL RIGHT」が挿入歌に使用されることが決定[22]。大阪梅田CLUB QUATTROにて企画ライブ「ねごと presents『ETERNALBEAT NIGHT』」を開催。ゲストにCreepy Nuts(R-指定&DJ松永)が出演。
- 6月30日、福岡BEAT STATIONにて開催された夜の本気ダンス 全国ツアー「No rain,new days o' scene」に出演。
- 8月5日、舞洲スポーツアイランドにて開催された「WEST GIGANTIC CITYLAND」に出演。ねごとはPALM STAGEに出演。
- 8月8日、ねごとのオフィシャル会員サイト「ねごとひろば」がリニューアルし「NEGOTO hiroba」となる。メンバーのソロコーナーなどコンテンツが追加された。
- 8月11日、石狩湾新港樽川ふ頭]横野外特設ステージにて開催された「RISING SUN ROCK FESTIVAL 2017 in EZO」に出演。ねごとはdef garageに出演。
- 8月16日、長野CLUB JUNK BOXにて開催された「信州帰省フェス」に出演。
- 8月18日、2月にリリースした4thアルバム『ETERNALBEAT』を台湾でリリース。CDの海外盤の発売は初となった。
- 8月27日、台湾の音楽フェス「NO FEAR FESTIVAL 2017」にメインアクトとして出演。台湾での初ライブとなった。
- 8月30日、11thシングル『空も飛べるはず/ALL RIGHT』をリリース。当日は「映画「トリガール!」公開記念&主題歌/挿入歌 ねごと「空も飛べるはず / ALL RIGHT」 リリース記念 スペシャルイベント」に出演。バンドのミニライブの他、映画主演の土屋太鳳らとの「空も飛べるはず」の歌唱も行われた。
- 9月9日、川崎市東扇島東公園にて開催された「BAYCAMP 2017」に出演。ねごとはPLANT STAGEに出演。
- 9月18日、渋谷周辺にて開催されたサーキット型ライブイベント「TOKYO CALLING 2017」に出演。ねごとはTSUTAYA O-EASTにて演奏。
- 9月26日、千葉LOOKにて開催された「秋の夜長SPECIAL ～VSシリーズ～」に出演。共演はyonige。
- 10月1日、仙台市にて開催されたサーキット型ライブイベント「MEGA☆ROCKS 2017」に出演。ねごとは仙台Rensaにて演奏。
- 10月20日、夜21時ごろ、メンバー全員とバンド公式のインスタグラムアカウントよりライブ配信を開始。2017年2枚目となる5thアルバム『SOAK』のリリースとそれに伴うツアーの開催を発表。その後深夜・翌日明け方にかけてはTSUTAYA O-EASTにて開催されたオールナイトイベント「SUPER SHIBUYA EXPO LIVE」に出演。共演は小室哲哉、SLY MONGOOSE、MONKEY TIMERS、石野卓球(DJ)、川辺ヒロシ(DJ)。
- 10月22日、佐賀県立佐賀城本丸歴史館周辺にて開催された「佐賀さいこうフェス2017」に出演。
- 10月23日、TSUTAYA O-EASTにて開催された「第14回 東京国際ミュージック・マーケット」に出演。
- 11月18日、NIIGATA LOTSにて開催されたストレイテナーのツアー「BROKEN SCENE TOUR 2017 AW」に出演。
- 11月30日、Zepp Nambaにて開催されたスピッツのイベント「ロックロックこんにちは!Ver.21」に出演。共演はスピッツ、平井堅、Czecho No Republic。
- 12月2日、J-WAVE「SONAR MUSIC」サポートのイベント「DECEMBER'S CHILDREN」に出演。共演はパスピエ、tricot、the peggies。
- 12月13日、5thアルバム『SOAK』、ライブ映像作品『“ETERNALBEAT” TOUR 2017』をリリース。また同日には配信限定で沙田瑞紀によるリミックスEP『Mizuki Masuda Remixes』が公開された。
- 12月19日、渋谷WWWにて開催されたSakuのワンマンライブに澤村がサポートドラマーとして出演。
- 12月24日、ポートメッセなごやにて開催された「MERRY ROCK PARADE 2017」NOEL STAGEに出演。
- 12月31日、幕張メッセ国際展示場にて開催された「COUNTDOWN JAPAN 17/18」COSMO STAGEに出演予定であったが、澤村のインフルエンザ感染によりキャンセル。当日予定されていた枠は空白となった[23]。

#### 2018年
- 1月20日、TOKYO FMの「KIRIN BEER "Good Luck" LIVE」に出演し、生ライブを披露。
- 2月3日、沙田瑞紀がOKAMOTO'Sのオカモトコウキと結婚。
- 2月9日、前年12月にリリースした5thアルバム『SOAK』に伴うツアー「ねごとワンマンツアー2018 『SOAK』」が東京・恵比寿のLIQUIDROOMで開幕。
- 4月12日、Future SEVEN（東京・南青山）にて開催されたチアキ（元・赤い公園）のソロ初のワンマンライブに特別ゲストとして蒼山が1曲だけ出演。
- 4月21日、全国16ヶ所（東京・香川・京都・広島・岡山・福岡・宇都宮・新潟・長野・岩手・仙台・札幌・帯広・大阪・名古屋）を回る「ねごとワンマンツアー2018 『SOAK』」が東京・渋谷のTSUTAYA O-EASTでツアーファイナル。
- 4月26日、Zepp 大阪ベイサイドにて来日したPhoenixのジャパン・ツアー2018にサポートアクトで出演。
- 4月28日、Sound Lab mole（札幌市）にて開催された「葉緑体クラブレコ発ライブ『地下室の動物園』」に蒼山が弾き語りで出演。共演は葉緑体クラブの他にSNARE COVER、chikyunokiki。
- 5月12日、東京の六本木ヒルズにてG-SHOCK35周年を祝う「G-SHOCK ファン感謝祭 20018」（G-SHOCK FAN FESTA）に出演。六本木ヒルズアリーナで演奏。共演はKANA-BOON、SKY-HI。会場MCは藤田琢己、emma。
- 6月2日、東京のEXシアター六本木にて開催された「『OTONOVA 2018』 グランプリファイナル」にゲスト出演し、トリを務める。他のゲストにTEMPURA KIDZ。
- 6月3日、名古屋市の栄周辺にて開催されたサーキット型ライブイベント「SAKAE SP-RING 2018」に出演。DIAMOND HALLで演奏。
- 7月1日、広島市の佐伯区民文化センター大ホールにて開催された「広島工業大学 第53回定期演奏会」にゲスト出演。
- 7月30日、西永福JAMにて開催された「『NIGHT ON THE PLANET！』 -JAM OPEN記念ライブ最終日-」に出演。共演は集団行動。
- 8月20日、千葉LOOKにて開催された「mito LIGHT HOUSE & chiba LOOK presents カントーロード vol.4 〜 SUMMER CAMP 〜」に出演。共演はグッドモーニングアメリカ。
- 8月21日、水戸LIGHT HOUSEにて開催された「mito LIGHT HOUSE & chiba LOOK presents カントーロード vol.4 〜 SUMMER CAMP 〜」に出演。共演はグッドモーニングアメリカ。
- 8月24日、「音霊 OTODAMA SEA STUDIO 2018」の「夏の思い出 2018」に蒼山が弾き語りで出演。共演は井上苑子、コレサワ、たんこぶちん、Lucie,Too。
- 9月4日、渋谷CLUB QUATTROにて開催された「La.mama 36th anniversary 『道玄坂異種格闘技戦 vol.106』」に出演。共演はサイダーガール、MINAMIS（オープニングアクト）。
- 9月17日、名古屋Electric Lady Landにて開催されたShiggy Jr.の対バンツアー「Shiggy Jr. presents『Shiggy's Beat Camp 2018』」に出演。共演は他にthe peggies。
- 9月21日、京都MUSEにて開催された「SAKANAMON10周年対バンツアー"連々々"」に出演。
- 10月7日、長岡市の東山ファミリーランドにて初めて開催された「長岡米百俵フェス 花火と食と音楽と 2018」に出演。
- 10月8日、東京の六本木ヒルズにてJ-WAVE開局30周年を祝う「J-WAVE 30th ANNIVERSARY FESTIVAL」のイベント「TOKYO SOUND EXPERIENCE」の「LIVE OVER THE WAVE」に出演。六本木ヒルズアリーナで演奏。共演は藤原さくら、さかいゆう、NONE THE WISER、ゴスペラーズ。会場MCは横山エリカ。
- 10月10日、下北沢BASEMENT BARにて開催された「Beat Happening！ 2000回記念!2MAN MAX!」に出演。共演は東京カランコロン。
- 10月13日、札幌市にて開催されたサーキット型ライブイベント「No Maps ROCK DIVERSITY」に蒼山が弾き語りで出演。Bessie Hallで演奏。演奏中の会場内ではフクザワのライブ・ペインティングも行われた。
- 11月20日、千葉LOOKにて開催された「唄声喫茶るっく　晩秋スペシャル」に蒼山が弾き語りで出演。共演は村松拓（Nothing's Carved In Stone）、佐々木亮介（a flood of circle。また、この3人にオープニングアクトを加えて「唄声喫茶るっく　晩秋みちのく出張編」ツアー（11月26日 KLUB COUNTER ACTION MIYAKO（岩手県宮古）、11月27日 KESEN ROCK FREAKS（岩手県大船渡）、11月28日 石巻BLUE RESISTANCE（宮城県））が行われた。このツアーのオープニングアクトは、宮古が福川哲也（HI-JUNK）（福川は大船渡・石巻にもOAで出演）、大船渡がGiantics（Gianticsは石巻にもOAで出演）、石巻がLIBOO。
- 11月20日、晴れたら空に豆まいて（東京・代官山）にて開催された「鈴姫みさこ生誕祭『みさたん2018』」に澤村が出演。共演は他にOmar（QUADRANGLE）。
- 11月22日、duo MUSIC EXCHANGE（東京・渋谷）にて開催された柳原陽一郎主催の「ピテカントロプスになる日 vol.5 Ramblin' On Your Dream 〜僕らの時代の落としもの〜」に蒼山が弾き語りで出演。共演は他に松本明人（真空ホロウ）。
- 12月19日、下北沢440にて開催されたフクザワ主催イベント「よるのひびき」に蒼山が弾き語りで出演。共演は塩入冬湖（FINLANDS）。
- 12月21日、横浜赤レンガ倉庫1号館 3Fホールにて開催された「エアトリ presents 毎日がクリスマス 2018」に出演。共演はchelmico、ちさ（オープニングアクト）。

### 解散
- 12月28日、2019年のラストツアーをもって解散することを公式サイト、Twitter公式アカウント、Facebook公式アカウントにて発表。
- 12月28日、幕張メッセ国際展示場にて開催の「COUNTDOWN JAPAN 18/19」のMOON STAGEに出演。

#### 2019年
- 1月14日（成人の日）、川崎市とどろきアリーナにて開催された川崎市の成人式「成人の日を祝うつどい」に出演。午前の部と午後の部の両方で楽曲を演奏した。
- 2月18日、新代田FEVER（東京都世田谷区）にて開催された「唄声喫茶るっく 〜まさかの東京追加公演編〜」に蒼山が弾き語りで出演。前年11月の「唄声喫茶るっく」ツアーの追加公演で、共演者も同じ2名、オープニングアクトもツアー最終日と同じ3名。
- 4月17日、音楽専門チャンネルのスペースシャワーTVの番組『スペシャのヨルジュウ♪』の生放送・生配信された回にゲストとして生出演（トークのみの出演）。司会はハマ・オカモトと三原勇希。
- 4月24日、初めてのベストアルバム『NEGOTO BEST』をリリース。未発表楽曲「雨」と、最後の新曲「LAST SCENE」も収録。
- 5月1日、神戸ART HOUSEにて開催されたアルカラのツーマン・イベント「KISAI」に出演。
- 5月28日、前年12月の解散発表と同時に発表した最後の全国ワンマンツアー「お口ぽかーん!LAST TOUR 〜寝ても覚めてもねごとじゃナイト〜」が東京・恵比寿のLIQUIDROOMで開幕。
- 7月20日、全国13ヶ所（東京・大阪・香川・宇都宮・札幌・福岡・広島・仙台・新潟・京都・名古屋・千葉）を回る「お口ぽかーん!LAST TOUR 〜寝ても覚めてもねごとじゃナイト〜」が東京・台場のZepp DiverCityでツアーファイナル。この日のラストライブをもって解散した。
当日、蒼山幸子のソロワンマンライブ、沙田によるプロジェクトmiidaの初ライブそれぞれの告知が来場者に配布された。
- 10月23日、ライブ映像作品『お口ぽかーん! LAST TOUR 〜寝ても覚めてもねごとじゃナイト〜』をリリース。本作がねごととして最後のリリースとなった。

## 作品

### シングル
|                                       | 発売日              | タイトル                       | 規格                | 販売生産番号                                                                                               | 最高順位            |
| Ki/oon Records Inc.                   | Ki/oon Records Inc. | Ki/oon Records Inc.            | Ki/oon Records Inc. | Ki/oon Records Inc.                                                                                        | Ki/oon Records Inc. |
| ------------------------------------- | ------------------- | ------------------------------ | ------------------- | --- | ------------------- |
| 1st                                   | 2011年3月2日        | カロン                         | 12cmCD              | KSCL-1734                                                                                                  | 11位                |
| Ki/oon Music Inc.                     |                     |                                |                     | |                     |
| 2nd                                   | 2012年4月4日        | sharp ♯                        | 12cmCD              | KSCL-2000（通常盤） KSCL-2001（期間生産限定盤）                                                            | 10位                |
| 3rd                                   | 2012年8月8日        | Lightdentity/Re:myend!         | 12cmCD+DVD 12cmCD   | KSCL-2100〜2101（初回生産限定盤） KSCL-2102（通常盤）                                                      | 35位                |
| 4th                                   | 2012年11月7日       | nameless                       | 12cmCD+DVD 12cmCD   | KSCL-2138〜9（期間生産限定盤） KSCL-2220（通常盤）                                                         | 42位                |
| 5th                                   | 2012年12月5日       | greatwall                      | 12cmCD+DVD 12cmCD   | KSCL-2173〜4（期間生産限定盤） KSCL-2221（通常盤）                                                         | 38位                |
| 6th                                   | 2013年1月23日       | たしかなうた                   | 12cmCD+DVD 12cmCD   | KSCL-2184-5（期間生産限定盤） KSCL-2222（通常盤）                                                          | 41位                |
| 7th                                   | 2013年11月13日      | シンクロマニカ                 | 12cmCD              | KSCL-2320（初回生産限定盤A） KSCL-2321（初回生産限定盤B） KSCL-2322（初回生産限定盤C） KSCL-2323（通常盤） | 30位                |
| Ki/oon Music / Sony Music Labels Inc. |                     |                                |                     | |                     |
| 8th                                   | 2014年9月24日       | アンモナイト!/黄昏のラプソディ | 12cmCD+DVD 12cmCD   | KSCL-2473〜4（初回生産限定盤） KSCL-2475（通常盤）                                                         | 38位                |
| 9th                                   | 2015年6月3日        | DESTINY                        | 12cmCD+DVD 12cmCD   | KSCL-2579〜2580（初回生産限定盤） KSCL-2581（通常盤） KSCL-2582（期間生産限定盤）                          | 24位                |
| 10th                                  | 2017年6月21日       | DANCER IN THE HANABIRA         | 12cmCD+DVD 12cmCD   | KSCL-2936〜2937（初回生産限定盤） KSCL-2938（通常盤）                                                      | 45位                |
| 11th                                  | 2017年8月30日       | 空も飛べるはず/ALL RIGHT       | 12cmCD+DVD 12cmCD   | KSCL-2964〜2965（初回生産限定盤） KSCL-2966（通常盤）                                                      | 42位                |

### EP
|                                       | 発売日              | タイトル              | 規格                   | 販売生産番号                                          | 最高順位            |
| Ki/oon Records Inc.                   | Ki/oon Records Inc. | Ki/oon Records Inc.   | Ki/oon Records Inc.    | Ki/oon Records Inc.                                   | Ki/oon Records Inc. |
| ------------------------------------- | ------------------- | --------------------- | ---------------------- | ----------------------------------------------------- | ------------------- |
| 1st（限定生産）                       | 2011年6月22日       | メルシールーe.p.      | 12cmCD                 | KSCL-1779                                             | 16位                |
| Ki/oon Music / Sony Music Labels Inc. |                     |                       |                        |                                                       |                     |
| 2nd                                   | 2016年11月9日       | アシンメトリ e.p.     | 12cmCD+DVD 12cmCD      | KSCL-2792〜2793（初回生産限定盤） KSCL-2794（通常盤） | 40位                |
| 配信限定                              | 2017年12月13日      | Mizuki Masuda Remixes | デジタル・ダウンロード | -                                                     | -                   |

### アルバム

#### ミニアルバム
|                     | 発売日              | タイトル            | 規格                | 販売生産番号                                       | 最高順位            |
| Ki/oon Records Inc. | Ki/oon Records Inc. | Ki/oon Records Inc. | Ki/oon Records Inc. | Ki/oon Records Inc.                                | Ki/oon Records Inc. |
| ------------------- | ------------------- | ------------------- | ------------------- | -------------------------------------------------- | ------------------- |
| 1st                 | 2010年9月29日       | Hello! “Z”          | 12cmCD              | KSCL-1650                                          | 23位                |
| Ki/oon Music Inc.   |                     |                     |                     |                                                    |                     |
| 2nd                 | 2014年3月12日       | “Z”OOM              | 12cmCD+DVD 12cmCD   | KSCL-2367〜8（初回生産限定盤） KSCL-2369（通常盤） | 28位                |

#### フルアルバム
|                                       | 発売日              | タイトル            | 規格                | 販売生産番号                                       | 最高順位            |
| Ki/oon Records Inc.                   | Ki/oon Records Inc. | Ki/oon Records Inc. | Ki/oon Records Inc. | Ki/oon Records Inc.                                | Ki/oon Records Inc. |
| ------------------------------------- | ------------------- | ------------------- | ------------------- | -------------------------------------------------- | ------------------- |
| 1st                                   | 2011年7月13日       | ex Negoto           | 12cmCD              | KSCL-1789                                          | 6位                 |
| Ki/oon Music Inc.                     |                     |                     |                     |                                                    |                     |
| 2nd                                   | 2013年2月6日        | 5                   | 12cmCD              | KSCL-2197（完全生産限定盤） KSCL-2198（通常盤）    | 14位                |
| Ki/oon Music / Sony Music Labels Inc. |                     |                     |                     |                                                    |                     |
| 3rd                                   | 2015年3月4日        | VISION              | 12cmCD+DVD 12cmCD   | KSCL-2546〜7（初回生産限定盤） KSCL-2548（通常盤） | 28位                |
| 4th                                   | 2017年2月1日        | ETERNALBEAT         | 12cmCD+DVD 12cmCD   | KSCL-2836〜8（初回生産限定盤） KSCL-2839（通常盤） | 23位                |
| 5th                                   | 2017年12月13日      | SOAK                | 12cmCD+DVD 12cmCD   | KSCL-3010〜1（初回生産限定盤） KSCL-3012（通常盤） | 47位                |

#### ベストアルバム
| 発売日                                | タイトル                              | 規格                                  | 販売生産番号                                          | 最高順位                              |
| Ki/oon Music / Sony Music Labels Inc. | Ki/oon Music / Sony Music Labels Inc. | Ki/oon Music / Sony Music Labels Inc. | Ki/oon Music / Sony Music Labels Inc.                 | Ki/oon Music / Sony Music Labels Inc. |
| ------------------------------------- | ------------------------------------- | ------------------------------------- | ----------------------------------------------------- | ------------------------------------- |
| 2019年4月24日                         | NEGOTO BEST                           | 12cmCD+BD 12cmCD                      | KSCL-3153〜6（初回生産限定盤） KSCL-3157〜8（通常盤） | 34位                                  |

### 映像作品

#### MV映像集
|                                       | 発売日            | タイトル                    | 規格              | 販売生産番号      | 最高順位          |
| Ki/oon Music Inc.                     | Ki/oon Music Inc. | Ki/oon Music Inc.           | Ki/oon Music Inc. | Ki/oon Music Inc. | Ki/oon Music Inc. |
| ------------------------------------- | ----------------- | --------------------------- | ----------------- | ----------------- | ----------------- |
| 1st                                   | 2013年3月27日     | Zzz                         | DVD               | KSBL-6030         | 163位             |
| Ki/oon Music / Sony Music Labels Inc. |                   |                             |                   |                   |                   |
| 2nd                                   | 2016年9月30日     | ZZZ 2                       | Blu-ray Disc      | KSXL-84           | 51位              |
| 3rd                                   | 2019年4月24日     | BEST MUSIC VIDEO COLLECTION | Blu-ray Disc      | KSCL-3155         | 34位              |

#### ライブBlu-ray/DVD
|                                       | 発売日            | タイトル                                                   | 規格                                            | 販売生産番号                                                    | 最高順位                |
| Ki/oon Music Inc.                     | Ki/oon Music Inc. | Ki/oon Music Inc.                                          | Ki/oon Music Inc.                               | Ki/oon Music Inc.                                               | Ki/oon Music Inc.       |
| ------------------------------------- | ----------------- | ---------------------------------------------------------- | ----------------------------------------------- | --------------------------------------------------------------- | ----------------------- |
| 1st                                   | 2013年8月7日      | spark of FLOWER                                            | 2DVD+バンダナ DVD                               | KSBL-6103〜5（完全生産限定盤） KSBL-6106（通常盤）              | 23位                    |
| Ki/oon Music / Sony Music Labels Inc. |                   |                                                            |                                                 |                                                                 |                         |
| 2nd                                   | 2015年9月30日     | “VISION” TOUR 2015                                         | 2BD+別冊フォトブック+ミニバクまくら Blu-ray DVD | KSXL-83〜5（完全生産限定盤） KSXL-86（通常盤） KSBL-6184（DVD） | 51位（BD） 184位（DVD） |
| 3rd                                   | 2017年12月13日    | “ETERNALBEAT” TOUR 2017                                    | Blu-ray DVD                                     | KSXL-250（BD） KSBL-6294（DVD）                                 | 63位（BD） 150位（DVD） |
| 4th                                   | 2019年10月23日    | お口ぽかーん! LAST TOUR 〜寝ても覚めてもねごとじゃナイト〜 | BD+2CD+フォトブック Blu-ray                     | KSXL-284～7（完全生産限定盤） KSXL-288（通常盤）                | 17位                    |

### 参加作品

#### ゲスト参加作品
- オワリカラ『Q&A』（BounDEE by SSNW、2012年5月9日発売）
  - 7. ともだち
    - 蒼山がコーラスで参加。
- 電気グルーヴ『25』（キューンミュージック、2014年10月29日発売）
  - 1. Baby's on Fire
    - 蒼山がボーカル＆コーラスで参加。
- GLAY『HEROES/微熱Ⓐgirlサマー/つづれ織り〜so far and yet so close〜』(loversoul music & associates、2015年5月25日発売)
  - 2. 微熱Ⓐgirlサマー
    - 澤村がドラムで参加。
- ドレスコーズ『オーディション』(キングレコード、2015年10月21日発売)
  - 2. jiji
    - 沙田がギターで参加。

#### オムニバスアルバム
- 『閃光ライオット2008』（閃光レーベル、2008年11月26日発売）
  - 4. ループ
    - ロックフェスティバル『閃光ライオット2008』のファイナリスト16組の楽曲を収録。

- 『ASIAN KUNG-FU GENERATION presents NANO-MUGEN COMPILATION 2011』（Ki/oon Records、2011年6月29日発売）
  - DISC 2-3. 透き通る衝動
    - ロックバンド、ASIAN KUNG-FU GENERATIONが主催するロックフェスの出演者の楽曲を収録。

- 『「カノジョは嘘を愛しすぎてるMIX TAPE VOL.1」Supported＆Direction by MUSICA』 (アリオラジャパン、2012年2月22日発売)
  - 1. メルシールー
    - 少女マンガ『カノジョは嘘を愛しすぎてる』と連動したコンピレーションCD。音楽雑誌『MUSICA』が監修している。

- 『TVアニメ 機動戦士ガンダムAGE オリジナルサウンドトラック Vol.3』 (ランティス、2012年7月11日発売)
  - 32.sharp ♯ (TV Version)
    - アニメ「機動戦士ガンダムAGE」サウンドトラック

- 『YUI Tribute ★ SHE LOVES YOU』 (Sony Music Records、2012年10月24日発売)
  - 2. Tomorrow's way
    - YUIの曲のカバー。アルバムはYUI本人が監修し、様々なアーティストがカバーした彼女の楽曲を収録している。

- 『「今日、恋をはじめます」オフィシャル・アルバム』 (エピックレコードジャパン、2012年12月5日発売)
  - 11. ながいまばたき
    - 12組のアーティストにより歌われる映画「今日、恋をはじめます」のテーマ曲を集めたアルバム。

- tofubeats『ユニバーシティ オブ リミックス』 (エスエムイーレコーズ、2013年4月24日発売)
  - 8.sharp♯ (tofubeats remix)
    - tofubeats作品集

- 『機動戦士ガンダムAGE ザ・ベスト』 (ミュージックレイン、2012年11月7日発売)
  - 4.sharp ♯
    - アニメ「機動戦士ガンダムAGE」主題歌集

- 『レッツゴー!高校軽音部!』 (キューンミュージック、2013年7月31日発売)
  - 8.カロン
    - 高校の軽音部がよくコピーする楽曲を集めたオムニバス・アルバム

- 『劇場版しまじろうのわお!「しまじろうと くじらのうた」+テレビ版「しまじろうのわお!」オリジナル・サウンド・トラック』 ソニー・ミュージックダイレクト、2014年3月14日発売)
  - 5.勲章(くんしょう) -O.S.T. ver.-

- 『ノイタミナ 10TH ANNIVERSARY BEST MIXED BY DJ和』 (ソニー・ミュージックレーベルズ、2014年7月2日発売)
  - 39.シンクロマニカ (ノイタミナBEST Ver.)
    - ノイタミナの10周年記念ノンストップMIXアルバム

- 『アオハライド “MUSIC RIDE”』 (エピックレコードジャパン、2014年12月10日発売)
  - 6. ふわりのこと
    - 女性Vo.アーティストの曲を中心に映画「アオハライド」の全14曲が収録されたアルバム。

- 『CHATMONCHY Tribute 〜My CHATMONCHY〜』 (Ki/oon Music、2018年3月28日発売)
  - 3. シャングリラ
    - チャットモンチーのトリビュート・アルバム

#### 楽曲提供
- ひめキュンフルーツ缶 「Life Is All Right!」 （2017年） - 沙田が作詞・作曲を担当
- XAI 「WHITE OUT」 （2017年） - 蒼山が作詞を担当
- SCANDAL 「窓を開けたら」 （2018年） - 沙田が編曲を担当
- 夢みるアドレセンス 「プラスチックガール」 （2018年） - 蒼山が作詞・作曲を担当
- XAI 「THE SKY FALLS」 （2018年） - 蒼山が作詞を担当
- UNCHAIN 「FLASH」 （2018年） - 蒼山が作詞を担当

### 自主製作盤
シングル
- 「第一弾自主制作CD-R（名称不明）」（完売）
  1. ループ
  2. NO

## タイアップ
| 使用年 | 楽曲             | タイアップ |
| ------ | ---------------- | --- |
| 2010年 | ループ           | テレビ東京系『JAPAN COUNTDOWN』2010年10月度エンディングテーマ                                                  |
| 2011年 | カロン           | au（KDDI・沖縄セルラー電話連合） 「LISMO!」春のキャンペーン CMソング（2011年2月4日 - 4月30日）                 |
| 2011年 | カロン           | テレビ東京系『JAPAN COUNTDOWN』2011年3月度オープニングテーマ                                                   |
| 2011年 | メルシールー     | 日本テレビ系『ハッピーMusic』2011年6月度エンディングテーマ                                                     |
| 2011年 | メルシールー     | テレビ東京系『JAPAN COUNTDOWN』2011年7月度オープニングテーマ                                                   |
| 2011年 | 揺れる           | LISMOドラマ!『くるみ洋品店』主題歌                                                                             |
| 2012年 | sharp ♯          | MBS・TBS系アニメ『機動戦士ガンダムAGE』第2部・アセム編オープニングテーマ（第16話 - 第28話）                    |
| 2012年 | 季節             | NHKワンセグ2ドラマ『ハズカム』主題歌                                                                           |
| 2012年 | Re:myend!        | 映画『放課後ミッドナイターズ』主題歌                                                                           |
| 2012年 | Re:myend!        | テレビ東京系『ロック兄弟』2012年8月度オープニングテーマ                                                        |
| 2012年 | Lightdentity     | リクルート「ナースフル」TVCMソング                                                                             |
| 2012年 | ながいまばたき   | 映画『今日、恋をはじめます』テーマソング                                                                       |
| 2012年 | たしかなうた     | フジテレビ系『ウチくる!?』2012年12月・2013年1月度エンディングテーマ                                            |
| 2013年 | たしかなうた     | テレビ東京系『ロック兄弟』2013年1月度オープニングテーマ                                                        |
| 2013年 | たしかなうた     | テレビ東京系『JAPAN COUNTDOWN』2013年2月度オープニングテーマ                                                   |
| 2013年 | シンクロマニカ   | フジテレビ系アニメ『ガリレイドンナ』オープニングテーマ                                                         |
| 2014年 | 真夜中のアンセム | NHK・BSプレミアムよるドラマ『おふこうさん』主題歌                                                              |
| 2014年 | 勲章             | 映画『劇場版 しまじろうのわお!しまじろうとくじらのうた』テーマソング                                           |
| 2014年 | 黄昏のラプソディ | テレビ朝日系『musicる TV』10月度エンディングテーマ                                                             |
| 2015年 | DESTINY          | テレビ東京系アニメ『銀魂゜』エンディングテーマ                                                                 |
| 2015年 | コーラルブルー   | 「2015年 フジ華浴衣＆華水着」CMタイアップソング                                                                |
| 2016年 | アシンメトリ     | 「cafe & pancakes gram」CMソング                                                                               |
| 2016年 | holy night       | オムニバス映画「マイナビ presents TOKYO CITY GIRL 2016」『LOCAL→TOKYO』」挿入歌、関東/関西版エンディング主題歌 |
| 2017年 | PLANET           | 帝京平成大学「学生の声」編CMソング                                                                             |
| 2017年 | 空も飛べるはず   | 映画『トリガール!』主題歌                                                                                      |
| 2017年 | ALL RIGHT        | 映画『トリガール!』挿入歌                                                                                      |
| 2017年 | ALL RIGHT        | 「cafe & pancakes gram」CMソング                                                                               |

## 出演

### ライブ
- 閃光ライオットでのライブ映像などから確認できるように、活動初期のライブやイベントではバンド名にちなみパジャマで登場していた[31]。ねごとは通常、ライブでアンコールは行わなかったため、通常の衣装で一通り演奏を行った後、一度ステージ袖にはけてパジャマに着替えて登場することもあった。
- 活動初期に自己紹介の際「ねごとです。」の掛け声とともに行っていたポーズは、寝ているという意味の「Z」を模したものであると蒼山は語っている[32]。
- 「メルシールーe.p.」に収録されている「ランデブー」の間奏にある空白で澤村が言う「今日の一言」をクイズにするというのがメジャーデビュー前からライブでの恒例行事だった[33]時期があった。
- 上記の通り「本編を充実させたいから」ということで、アンコールは行わなってこなかったが、2013年の“SYNCRONIGHT TOUR”ファイナル東京公演で観客の熱気に応える形でアンコールを解禁した。それ以降ワンマンライブではアンコールを行うようになる（ツーマンライブなどのトリではアンコールを行わない事が多い）。

### 学園祭ツアー
- 2013年10月14日 - 11月3日 8都市8公演
- 2014年10月11日 - 11月9日 9都市9公演
- 2015年9月27日 - 11月14日 9都市12公演
- 2016年10月15日 - 10月31日 4都市4公演
- 2017年10月8日 - 11月5日 5都市5公演

### ラジオ
ここではレギュラー出演の番組のみを掲載している。
- SCHOOL OF LOCK! 、『GIRLS LOCKS!』- 毎月第1週目パーソナリティ（2010年10月 - 2012年3月、JFN・TOKYO FM）
- FIND OUT 『KNOW ME SO SATELLITE』（2011年6月5日 - 2011年12月、ZIP FM） - 毎週日曜 24:20-24:35。
- MUSIC FREAKS（2011年10月9日 - 2012年9月23日、FM802） - 日曜22:00 - 23:57、隔週で蒼山幸子が担当。
- SCHOOL OF LOCK!、スマホLOCKS!（2012年11月13日 - 2013年6月25日、TOKYO FM番組スマートフォンサイトにて配信）

### テレビ
- 月刊MelodiX!（テレビ東京、2011年2月26日深夜） - 出演
- saku saku（テレビ神奈川、2011年3月7日 - 11日） - 出演
- JAPAN COUNTDOWN（テレビ東京、2011年7月17日） - 出演
- ハッピーMusic（日本テレビ、2012年4月13日） - 出演
- プレミアMelodix!（テレビ東京、2013年1月21日） - 出演
- ハッピーMusic（日本テレビ、2013年1月25日） - 出演
- ミュージックドラゴン（日本テレビ、2013年11月8日） - 出演
- ミュージックフェア（フジテレビ、2013年11月16、23日） - 出演
- ZIP!（日本テレビ、2014年2月28日） - インタビュー出演
- ZIP!（日本テレビ、2014年3月13日） - 赤い公園とインタビュー出演
- プレミアMelodix!（テレビ東京、2014年3月31日） - 出演
- 関ジャニの仕分け∞特別編　豪華3本立てSP（テレビ朝日、2014年12月7日）- 出演
- EXシアターTV（テレビ朝日、2015年2月18日）- 出演
- オンガク解放区（テレビ神奈川、2015年2月28日）- 出演
- プレミアMelodix!（テレビ東京、2015年3月23日） - 出演
- あたしの音楽（フジテレビNEXT、2015年3月28日）- 出演
- 超流派（テレビ東京、2016年11月11日）- 出演
- 超流派（テレビ東京、2017年1月27日）- 出演
- 関ジャム 完全燃SHOW（テレビ朝日、2017年5月21日）- VTR出演

### 映画
- マイナビpresents TOKYO CITY GIRL -2016-「LOCAL→TOKYO」（2016年12月3日、志真健太郎監督） - 蒼山幸子のみカメオ出演[30]

### CM
- ロッキング・オン「rockin'star★」（2013年、2014年）
- クリンスイ・ラジオCM「water alive 〜水道水を飲もう」（2015年）蒼山のみ出演

### 雑誌
- WHAT's IN?（連載「よるねごとごねるよ」、エムオン・エンタテインメント、2012年6月 - 2016年3月）
- MUSICA（沙田のみディスクレビュー連載、FACT）